# 阿富汗伊斯蘭統一黨
阿富汗伊斯蘭統一黨是阿富汗的一個主要政黨，成立於1989年，與當時其他成立的政黨一樣，都是以抵抗蘇聯入侵而成立，政黨主要由信奉伊斯蘭教什葉派的哈扎拉族所組成，因此勢力範圍大多盤踞於中部及西部地區。創始人馬扎里於1995年被塔利班政權謀殺，黨領導落到哈利利身上，其後哈利利率領黨團加入北方聯盟。2002年塔利班政權倒台，哈利利成為阿富汗的副總統，阿富汗伊斯蘭統一黨的政治影響力日增，不過到了2009年，黨團陷入分裂狀態。